# セルヒオ・サントス
セルヒオ・サントス・フェルナンデス（Sergio Santos Fernández、2001年1月3日 - ）は、スペイン・マドリード州レガネス出身のサッカー選手。レアル・ムルシア所属。ポジションはDF。

## クラブ経歴
ペレス・ガルドスとCDレガネスのカンテラを経て2012年にレアル・マドリードのカンテラに加入した。2020年10月、Bチームへと昇格すると、2021年9月22日、ラ・リーガのRCDマヨルカ戦にてトップチームデビューを果たした。

## タイトル
レアル・マドリード・フベニールA
- UEFAユースリーグ : 1回 (2019-20)